# 方茎草
方茎草（学名：Leptorhabdos parviflora），为玄参科方茎草属下的一个植物种。其种加词“parviflora”意为“小花的”。